# Grigore Vieru
Grigore Vieru (Pererita, 14 de febrero de 1935 - 18 de enero de 2009) escritor moldavo de origen rumano, nacido en Briceni, una provincia de la Moldavia, entonces parte de Rumania. Es conocido principalmente por sus poemas y por sus libros de cuentos para niños. Su lírica se caracteriza por una descripción intensa de los paisajes naturales, por el patriotismo rumano, así como por evocar la imagen venerada de su madre, quien era sagrada para él. Vieru es considerado uno de los más importantes escritores rumanos contemporáneos.

## Biografía
Nació en la localidad de Pererita, en la comarca de Hotin, ahora entre Rumania, Ucrania y Moldavia. Sus padres, Pavel Vieru y Eudochia Didic eran granjeros.  
En 1957 debutó con un libro de poemas para niños. El año siguiente, Vieru graduó del Instituto Pedagógico "Ion Creangă" de Chisináu, con títulos en historia y filología. En 1959 fue nombrado editor de la revista "Nistru", publicada por la Unión de Escritores Moldavos. Desde 1960 a 1963, trabajó como redactor jefe de la editorial "Cartea Moldovenească" ("El Libro Moldavo").    
En 1967, el libro de Vieru "Lírica para lectores de todas las edades" (publicado en 1965) ganó el "Premio Moldavo para la Literatura de los Escritores Jóvenes". El año siguiente, su libro "Tu nombre" llegó a ser parte de un curriculum de literatura contemporánea en las universidades moldavas, pero por causa de la publicación del poema "Hombres de Moldavia", un número de la revista "Nistru" fue anulado por la censura.  
En 1973 Vieru visitó Rumania por la primera vez, afirmando "Si otros soñaron en llegar al espacio cósmico, toda mi vida he soñado con cruzar el Río Prut" (río que separa la Moldavia rumana del estado Moldavia). En 1974 y 1977, invitado por el presidente de la Unión de Escritores Rumanos, Vieru visitó Bucarest, Constanza, Iași, así como varias ciudades de Transilvania. 
En 1978, la editorial "Junimea" publicó "La estrella de viernes", la primera obra de Vieru publicada en Rumania.  
En 1989 Vieru fue elegido miembro del Parlamento, e intentó acercar a Rumania y Moldavia. El año siguiente fue elegido miembro honorífico de la Academia Rumana. En 1992, la Academia Rumana recomendó a Vieru para el Premio Nobel.  
En 1995 llegó a ser miembro del Concilio de la Compañía Rumana de Radiodifusión. En 1996 ganó varios premios literarios rumanos.  
En 2000, Vieru recibió la medalla "Eminescu" de parte del Gobierno Rumano. 
El 18 de enero de 2009, Vieru murió en un hospital de Chisináu, a los 73 años de edad, dos días después de haber sufrido un grave accidente de tráfico.
Vieru, casado con Raisa Vieru desde 1959, tuvo dos hijos, Teodor y Călin.

## Actividad creativa

### Música
Muchos compositores moldavos se inspiraban por la poesía de Grigore Vieru ("Poftim de intraţi", "Cine crede" etc.). Grigore Vieru mismo es el autor de unas melodÍas de canciones para los niños ("Să creşti mare"  etc.), pero la más fructífera era su colaboración con la compositora Yulia Tsibulscaya, ("Soare, soare", "Clopoţeii", "Stea-stea, logostea", "Ramule-neamule", "Cîntînd cu iubire" etc).
- El bosque es hermoso con la flor.(Iu. Ţibulschi – Gr.Vieru)
- Cristo no tiene ninguna culpa.  (Iu. Ţibulschi – Gr. Vieru)